# Osamu Nakajima

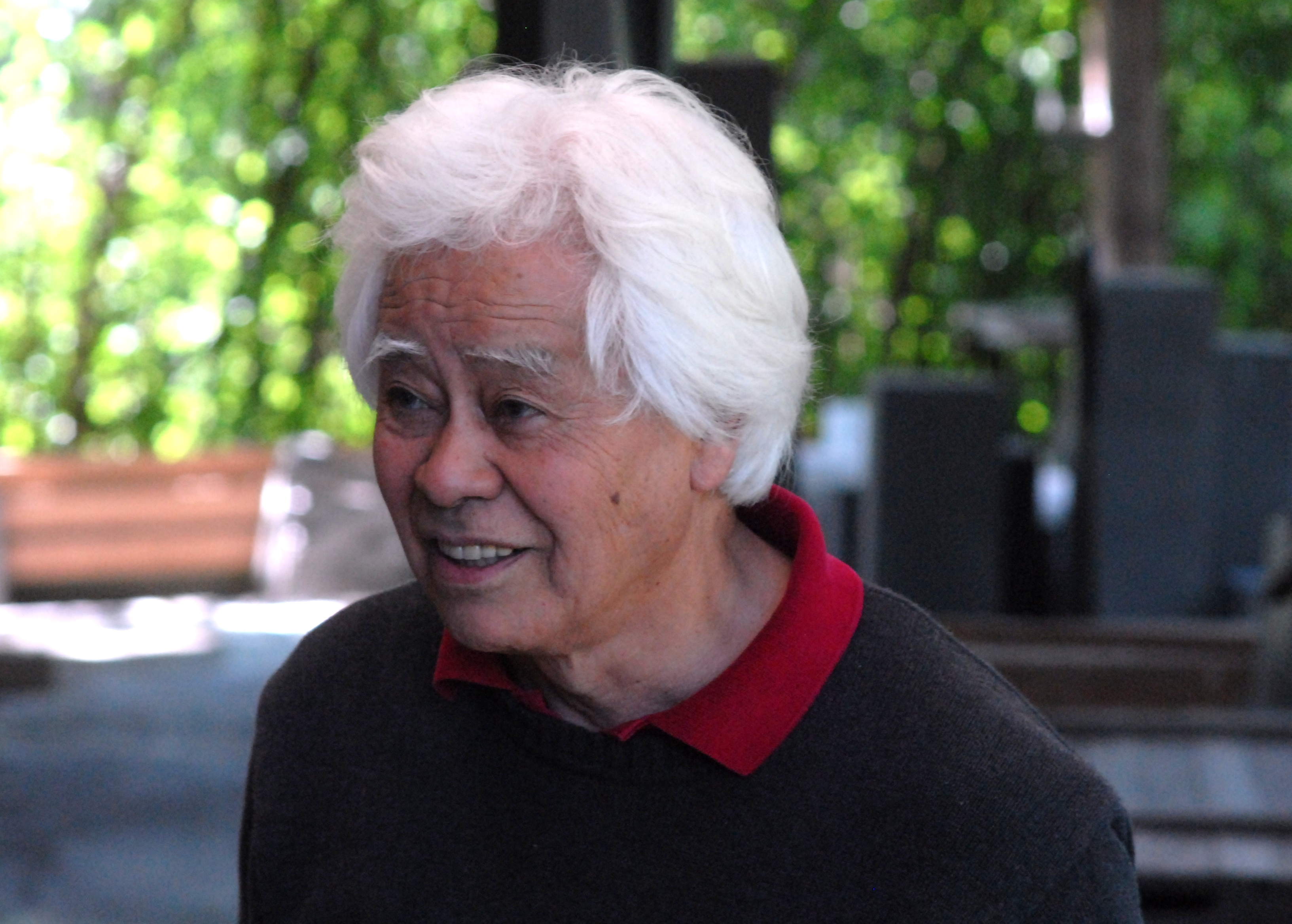
Osamu Nakajima in Gusen

Osamu Nakajima (* 12. März 1937 in Kaijyo bei Nagasaki, Japan; † April 2013 in Langenstein) war ein japanisch-österreichischer Stein-Bildhauer.

## Leben

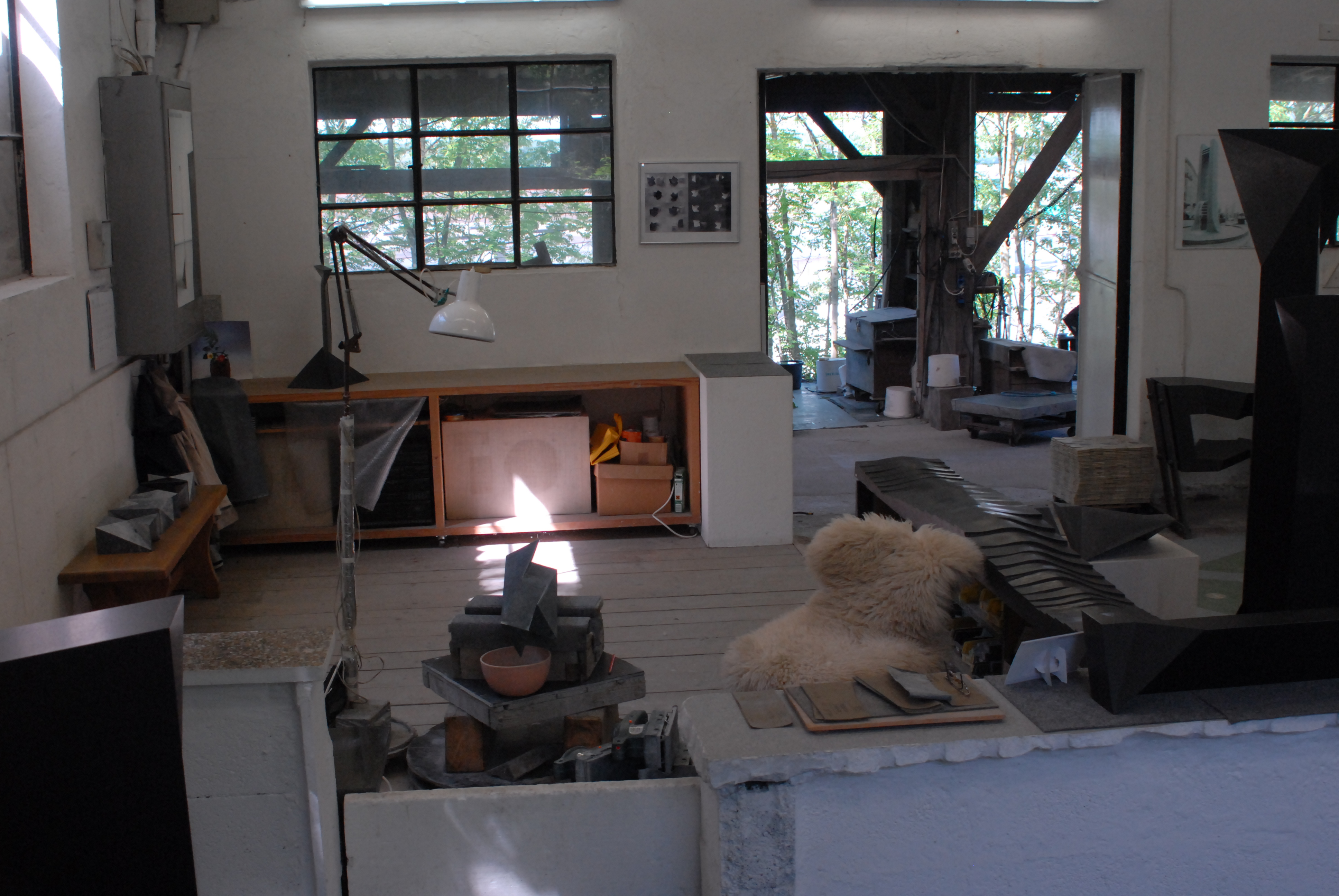
Osamu Nakajimas Atelier in Gusen

Nakajima erwarb 1962 sein Diplom an der Musashino-Akademie der Bildenden Künste, Tokio, bei Yoshitatsu Yanagihara.
Der mit Sakuyo verheiratete Künstler blieb 1969 anlässlich eines Besuchs bei einem der Steinbildhauer-Symposien in Mauthausen-Gusen in Oberösterreich. Er lebte und arbeitete mit seiner Familie nach seiner Übersiedlung aus Japan 1970 lange Zeit in Langenstein, später in Linz.
1974 wurde er Mitglied der Gesellschaft Bildender Künstler Österreichs, Künstlerhaus Wien und ab 1977 gehörte er der Künstlervereinigung MAERZ in Linz an.
1982 erhielt er die österreichische Staatsbürgerschaft.

## Werke

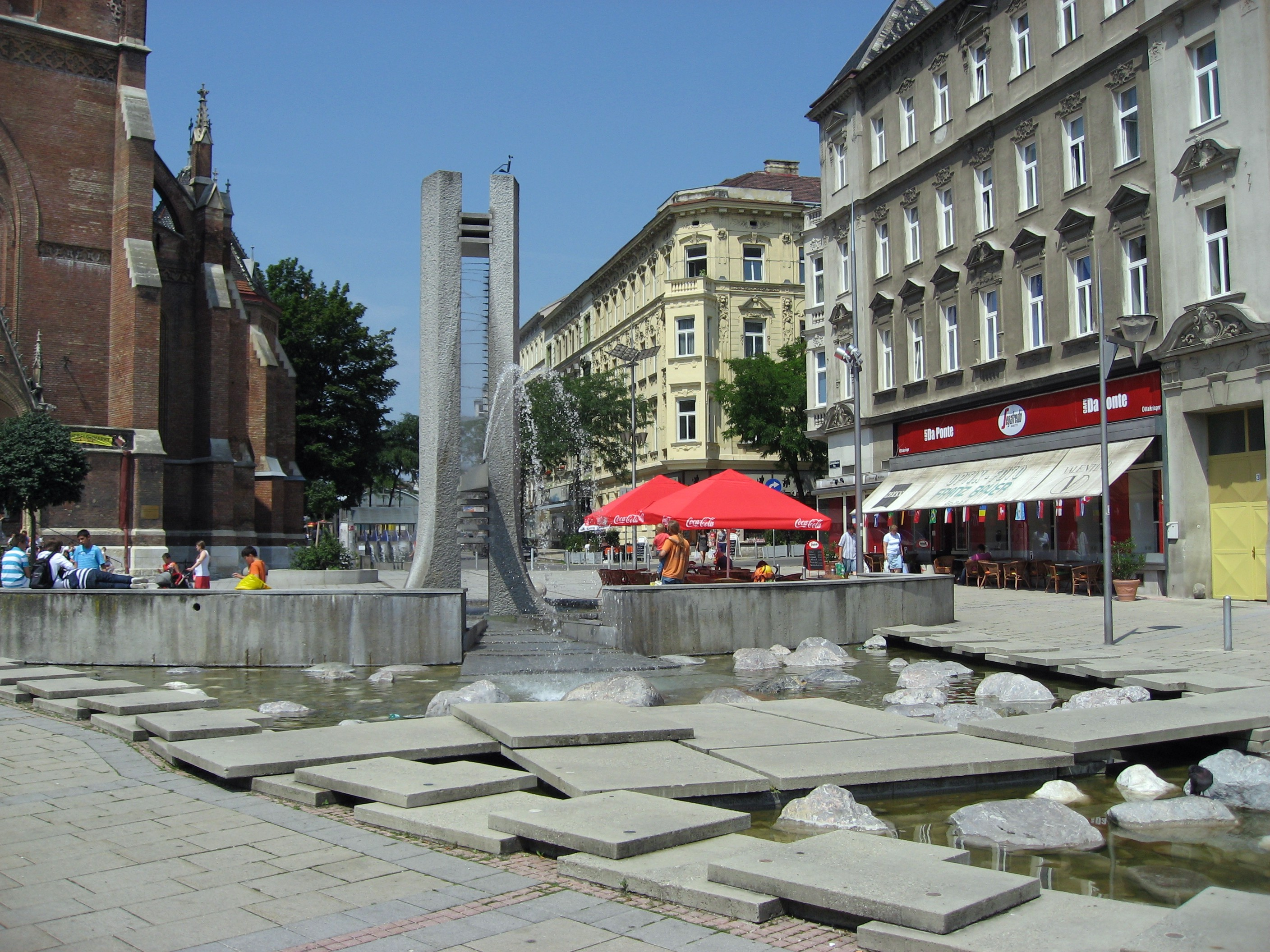
Wiener Wasserwelt Denkzeichen (1993)

Seine monochromen Steinskulpturen basieren auf geometrischen Grundformen und rationalen Ordnungsprinzipien, die jedoch zu neuen und ungewohnten Lösungen finden.
Er gehört zu den ersten Künstlern, die auch für Skulpturen im öffentlichen Raum die reine Abstraktion verwirklichen konnten. Beispiele dafür sind Brunnenanlagen für die Wiener Wasserwelt (1993) und vor dem Linzer Rathaus (1985). Arbeiten im öffentlichen Raum und in öffentlichen Sammlungen befinden sich in verschiedenen österreichischen, schweizerischen, japanischen und deutschen Städten.
Die Kunstkritik sah Osamu Nakajimas Werk im Spannungsverhältnis zu meditativ-konstruktiven Tendenzen einerseits und der Entwicklung der europäischen Steinbildhauerei andererseits und betonte seine diesbezügliche Einzelposition.

## Ausstellungen
Große Museumpräsentationen erfolgten
- 1994 in der Oberösterreichischen Landesgalerie
- 1998 in der Neuen Galerie der Stadt Linz
- 2010 in Musabi, Kunsthochschule Musashino, Tokio, Japan
- 2011 im Museum of Contemporary Art, Karuizawa, Japan
- 2012/2013 in der Kunstsammlung des Landes Oberösterreich.[6]

## Auszeichnungen
- Preis der Stadt Wien für Bildende Kunst - Bildhauerei (1985)
- Kulturmedaille der Stadt Linz (1999)
- Kubin-Preis des Landes Oberösterreich (2006)

Gesellschaft Bildender Künstler Österreichs, Künstlerhaus Wien
- Goldene Ehrenmedaille der Gesellschaft Bildender Künstler Österreichs, Künstlerhaus Wien (1974)
- Große goldene Ehrenmedaille der Gesellschaft Bildender Künstler Österreichs, Künstlerhaus Wien (1979)
- Goldener Lorbeer der Gesellschaft Bildender Künstler Österreichs, Künstlerhaus Wien

Wettbewerbe
- 1. Preis bei Brunnenwettbewerben der Gemeinde Marchtrenk (1985) und der Höheren Technischen Lehranstalt und Bundeshandelsschule für Körperbehinderte, Wien (1986)
- Wettbewerb Künstlerische Ausgestaltung, Austria Tabak Forschungszentrum, Wien (1993)
- 1. Preis Monument Wettbewerb, Friedhof Ebelsberg, nicht zustande gekommen (1994)